# Sveriges fotbollslandslag i OS 1912

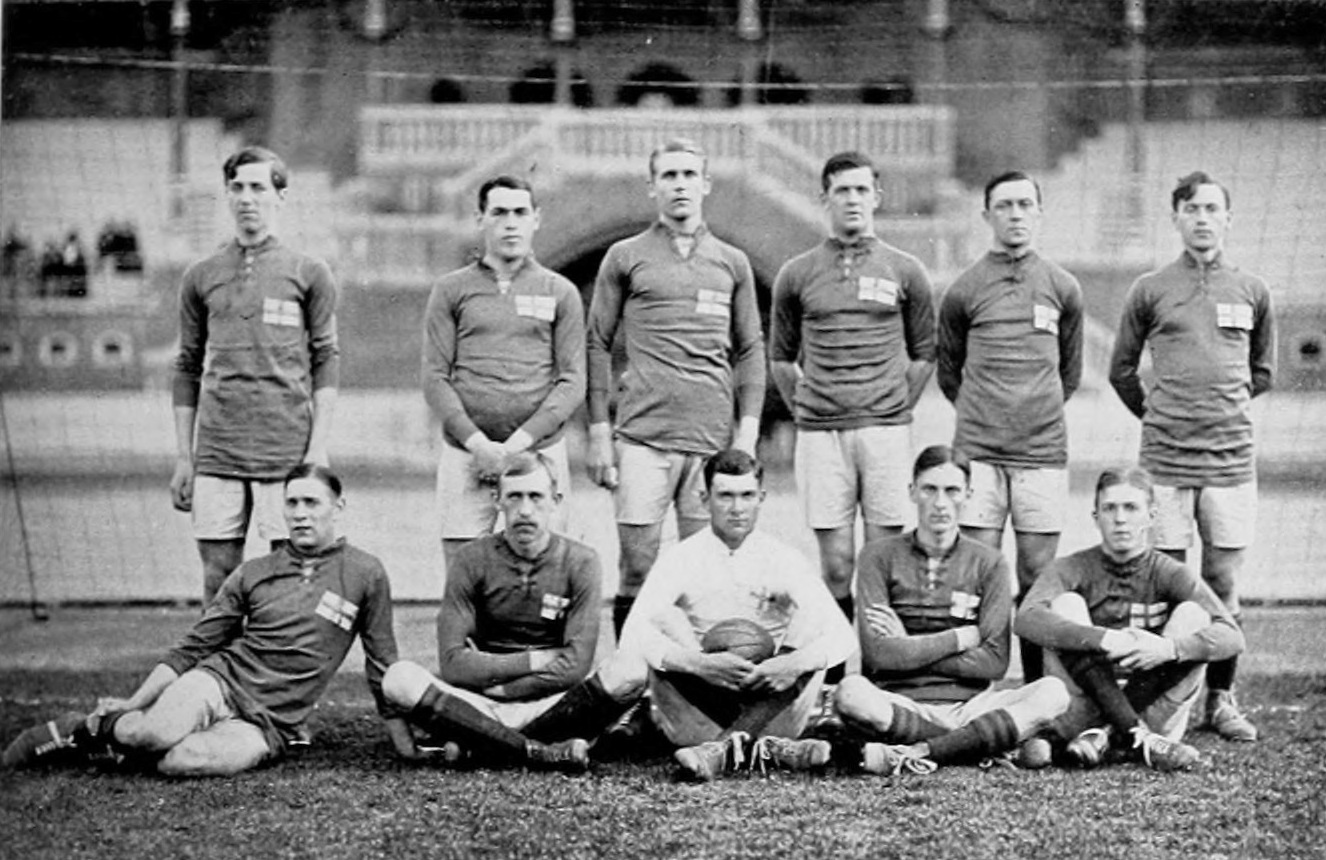
Sveriges fotbollslandslag på Stockholm Stadion före matchen mot Nederländerna. Stående från vänster: Wicksell, Lewin, Karl Gustafsson, Sandberg, Bergström, Svensson, sittande från vänster: Ansén, E. Börjesson, J. Börjesson, Ekroth, Myhrberg.

Sveriges fotbollslandslag deltog i OS 1912, vilket arrangerades i Stockholm. Sverige inledde med att förlora mot Nederländerna med 3-4 efter förlängning och var därmed utslagna. Laget spelade därefter en match i tröstturneringen mot Italien, en match som även den förlorades (0-1).
| Josef Börjesson        | Göteborgs FF   | Målvakt       |
| Jacob Lewin            | Örgryte IS     | Högerback     |
| Erik Bergström         | Örgryte IS     | Vänsterback   |
| Ragnar Wicksell        | Djurgårdens IF | Högerhalv     |
| Gustav Sandberg        | Örgryte IS     | Centerhalv    |
| Karl Gustafsson        | Köpings IS     | Vänsterhalv   |
| Herman Myhrberg        | Örgryte IS     | Högerytter    |
| Ivar Svensson          | IFK Norrköping | Högerinner    |
| Erik Börjesson         | Örgryte IS     | Centerforward |
| Helge Ekroth           | AIK            | Vänsterinner  |
| Karl Ansén             | AIK            | Vänsterytter  |
| Erik Dahlström         | IFK Eskilstuna | Vänsterinner  |
| Götrik "Putte" Frykman | Djurgårdens IF | Centerhalv    |
| Konrad Törnqvist       | IFK Göteborg   | Högerback     |